# Кокошкин, Фёдор Фёдорович (старший)
Фёдор Фёдорович Кокошкин (20 апреля [1 мая] 1773, Москва — 21 сентября [3 октября] 1838, Москва) — русский театральный и общественный деятель, драматург, поэт, переводчик пьес, актер-любитель. Первый директор московской труппы императорских театров (1823—1831), камергер, действительный статский советник.

## Биография
Происходил из русского дворянского рода Кокошкиных. Сын генерал-поручика Фёдора Ивановича Кокошкина.
Первоначальное образование получил домашнее. С 1781 года записан в службу солдатом в лейб-гвардии Преображенский полк. Получив отпускной патент в дом родителей для окончания наук, был вольнослушателем нравственно-политического отделения Московского университета. Однако, курса не окончил. В январе 1790 вступил в действительную службу, с переводом из сержантов лейб-гвардии Преображенского полка вахмистром лейб-гвардии Конного полка. С 1 января 1796 из вахмистров Конной гвардии пожалован корнетом, вместе c братом - Павлом. С 20 декабря 1796 отставлен от службы «по болезни» тем же чином гвардии корнета, вместе с братом - Павлом.
После удачного первого брака продолжил службу на различных гражданских должностях: с 1804 по 1807 год избирался депутатом Дворянской опеки Рузского уезда Московской губ., в котором ему принадлежало имение в селе Старом; участник формирования милиции (московского ополчения) от Рузского уезда в 1806–1807; в декабре 1807 с чином коллежского асессора причислен к Департаменту Министерства юстиции. Высочайшим указом от 12 июня 1810 уволен, по прошению, «за болезнью», от службы вовсе и «при сем, за добропорядочное и беспорочное оной продолжение, наградить чином надворного советника».
В Отечественную войну 1812 служил правителем канцелярии 1-го комитета для образования Московской военной силы (до 31.08.1812), затем был в эвакуации в Нижнем Новгороде и Ярославле.
С 1813 по 1815 год, прежним чином - коллежского асессора, служил по ведомству Министерства юстиции, прокурором Московской губернии. Высочайшим указом от 18 сентября 1814, московский губернский прокурор, коллежский асессор Ф. Ф. Кокошкин, «который в 1810 уволен был от службы с чином надворного советника, но при определении в настоящую должность лишился оного на основании указа от 06.08.1809», в уважение «отличных качеств его и похвального служения», производится вновь в чин надворного советника.
С того же - 1813 года, состоял, с перерывами, в звании и должности почётного смотрителя Рузского уездного училища Московской губернии. За ту службу, по званию почётного смотрителя, высочайшим указом от 6 мая 1819 года, пожалован кавалером ордена Святого Владимира 4 степени.
Тем же чином - надворного советника, в 1815 назначен членом Московской конторы Комиссии по составлению законов Департамента законов Государственного совета.
С марта 1817 состоял в Московской театральной дирекции третьим помощником, по учебной части и Театральной школе, управляющего императорскими московскими театрами. Высочайшим указом от 12 июля 1818 пожалован в коллежские советники. С июля 1819 по январь 1821 года - член С.-Петербургской театральной дирекции, по репертуарной части, императорских театров.  С 13 ноября 1819 пожалован в камергеры. В январе 1821, по прошению, отставлен от должности «по болезни», и переведён обратно в Москву. В том же – 1821, с оставлением в звании камергера, назначен на должность советника Комиссии для строений в Москве. Как чиновник комиссии, принимал непосредственное участие в надзоре за строительством комплекса новых зданий, в которых расположились императорские Большой и Малый театры. Высочайшим указом от 30 марта 1823, по представлению московского военного генерал-губернатора кн. Д. В. Голицына, пожалован в статские советники и назначен директором Императорского Московского театра (как стала называться Контора Московского театра), «с произвождением ему того жалованья, какое получал управляющий сим театром, действительный статский советник Майков, т. е. по две тысячи двести рублей из сумм Дирекции, и по тысяче восьмисот рублей из Кабинета, а всего по четыре тысячи рублей в год», т. е. в ранге действительного статского советника, по должности. Высочайшим указом от 24 марта 1824, пожалован в чин действительного статского советника, с оставлением в придворном звании камергера. Высочайшим указом от 3 апреля 1825, пожалован кавалером ордена Святого Владимира 3 степени. Высочайшим указом от 13 апреля 1831, уволен, «по расстроенному его здоровью», от службы. Кроме орденов Святого Владимира двух степеней, за службу имел золотую медаль «Земскому войску», на Владимирской ленте, за труды по ополчению 1806–1807 годов.
С 1811 - член-учредитель и действительный член Императорского Общества любителей российской словесности при Московском университете. С июня 1812 по март 1819 года, и с октября 1821 по июнь 1824 года - член Приготовительного собрания того же общества, а с 7.05.1827 по 02.11.1829 – председатель общества. С 1820  - член-учредитель и действительный член, а с 1823 - почётный член Императорского Московского общества сельского хозяйства. Почётный член С.-Петербургского вольного общества любителей российской словесности (1816-1826). Почётный член Московского университета (1817-1819). Член Императорского Вольного экономического общества.
Его деятельность на посту директора Императорского Московского театра стала исторической. При нём не только сформировался комплекс зданий, в которых расположились императорские Большой и Малый театры. Кокошкин приглашал на императорскую сцену в Москву лучших артистов, тщательно следил за репертуаром, за постановкой пьес.
Особое внимание Кокошкин уделял театральному училищу и сам стал заниматься обучением его воспитанников сценическому искусству. Ему обязаны раскрытием своих талантов и становлением актёрской карьеры: П. И. Орлова, А. И. Афанасьев, М. С. Щепкин, М. Д. Львова-Синецкая (ученица Кокошкина), С. В. Шумский (именно Кокошкин после того, как начинающий 10-летний актёр успешно сыграл роль Шумского в водевиле Хмельницкого «Первый дебют актрисы Троепольской» распорядился оставить за ним этот сценический псевдоним); он очень внимательно следил за учениками, поступившими в московское театральное училище: так, заметив дарование юного В. Живокини, он перевёл его из музыкально-танцевального класса в драматический; услышав пение Н. В. Лаврова в хоре московского Новоспасского монастыря, он немедленно пригласил его в московскую труппу, и тот дебютировал 6 января 1825 года на открытии Большого театра. Кокошкин намеревался основать народный театр с простонародным репертуаром, как средство для «просвещения черни», но проект не был осуществлён.
Особое значение в деятельности Федора Федоровича Кокошкина занимала вошедшая в моду в XIX веке салонная культура. Он активно участвовал в любительских спектаклях, писал пьесы, и сам открыл салон, в который входили М. Н. Загоскин, М. А. Дмитриев, А. И. Писарев, С. Т. Аксаков, переехавший в Москву во второй половине 1820-х годов А. А. Шаховской. Бывали здесь всегда и прославленные московские актёры во главе с М. С. Щепкиным.
Кокошкин часто устраивал у себя домашние спектакли (в которых сам участвовал), и литературные вечера, посещавшиеся членами московского Общества любителей российской словесности, в основании которого он принял деятельное участие и председателем которого был в 1827—1829 годах. По свидетельству M. A. Дмитриева, он «не умел направлять мнения членов, думал более о наружном блеске собраний и сделал из них один спектакль для публики».
 Кокошкин хотя и пользовался между москвичами репутацией хорошего чтеца и декламатора, но на сцене, как и в домашнем быту, отличался какой-то напускной важностью и торжественностью. Декламация его, по свидетельству П. В. Каратыгина, «была неестественна и исполнена натянутой, надутой дикции». С. Т. Аксаков, особенно уважавший Кокошкина, рассказывает, что кн. А. А. Шаховской называл его накрахмаленным галстуком, не умевшим разинуть рта по-человечески.

Вот как описывает оригинальную внешность Кокошкина родственник его, гр. В. А. Сологуб: 
 Он был малого роста, в рыжем парике, с большой головой и нарумяненными щеками. Носил он длинные чулки в башмаках с пряжками и атласную culotte courte черного, а иногда розового цвета. Он казался олицетворением важности, пафоса и самодовольствия 
Его манеру говорить ехидно копировал актёр А. И. Афанасьев, которого сам же Кокошкин пригласил в московскую императорскую труппу.
Был известен как драматург и поэт. Стихотворения («На бегство Наполеона», 1812 г.; «Излияние чувств глубочайшей благодарности», 1814 г.) печатались в «Сыне Отечества», «Вестнике Европы», «Амфионе» и других журналах. Его перу принадлежат пьесы (авторские и авторизованные переводы), ставившиеся на подмостках императорских театров Москвы и Петербурга. Драматические сочинения:
- «Перегородка, или много труда попустому». Первая пьеса, перевод с французского, представленная 4 декабря 1804 г., напечатана Кокошкиным в Москве в 1806 г., с посвящением своей жене.
- «Мизантроп» Мольера, переделка (1816)
- «Чертенок в отпуску», комическая опера (1818)
- «Урок старикам», перевод Делавиня
- «Роман на один час, или Чудный заклад». Пер. с франц., 1823 (Князь — Мочалов, Павел Степанович в Малом театре)
- «Воспитание, или Вот приданое», комедия, 1824 (Славин — Мочалов, Павел Степанович). Читать Пьесу
- «День паденья Миссалонги». Пер., 1829 (Капсали — Мочалов, Павел Степанович)
- «Зорада», трагедия

Однако современники не отмечали каких-либо его выдающихся литературных способностей и считали его творчество совершенно незначительным. Он слыл всего лишь культурным образованным человеком времени, не чуждым литературных занятий. М. О. Янковский отмечал: 

Он обладал скромным дарованием и был скорее просвещенным человеком, которому близки дела литературные, чем профессиональным писателем. На своё творчество он смотрел совершенно по-дилетантски. … Он был одним из руководителей Общества любителей российской словесности при Московском университете (основанного в 1811 году), ставшего центром реакционных литераторов Москвы. Не случайно некоторые из окружения Кокошкина (С. Т. Аксаков, М. П. Погодин) впоследствии заняли правое крыло в группе московских славянофилов. 
Был убежденным сторонником классического направления в искусстве: эпигон классицизма, он резко выступал против нарождавшихся новых веяний романтизма и реализма, не признавал драматургии Шекспира и Шиллера, был сторонником и ярым защитником устоявшейся манеры сценической формы — декламационной напевности, напыщенности и искусственности жестов, высокопарности и помпезности. Этим объясняется его абсолютное неприемлемое, крайне отрицательное отношение к комедии «Горе от ума» Грибоедова. Кокошкин активно привлекал к работе известных литераторов-современников, в том числе Грибоедова. Но как только дело коснулось серьёзной социальной комедии, Кокошкин не только немедленно отстранил автора, но и инициировал донос на него.

В сентябре 1818 г. извинялся перед Г.[рибоедовым], что при постановке «Притворной неверности» в московском театре «терзают прелестные стихи» (3, 18). Грибоедов в письме к Бегичеву: «Кокошкин вчера передо мною униженно извинялся, что прелестные мои стихи так терзают, что он не виноват: его не слушают».

В 1823 г. по предложению К-[окошки]на Г. [рибоедов] вместе с Вяземским пишет оперу-водевиль «Кто брат, кто сестра, или Обман за обманом». В марте 1824 г. Г. читал у К-на Г.о.у. [«Горе от ума»]. Кокошкин донес московскому генерал-губернатору, что Г.о.у. «есть прямой пасквиль на Москву» (РА. 1874. Кн. 1. С. 1562). После этого Г. отправился в Петербург, надеясь, что там при помощи влиятельных лиц ему удастся издать комедию.

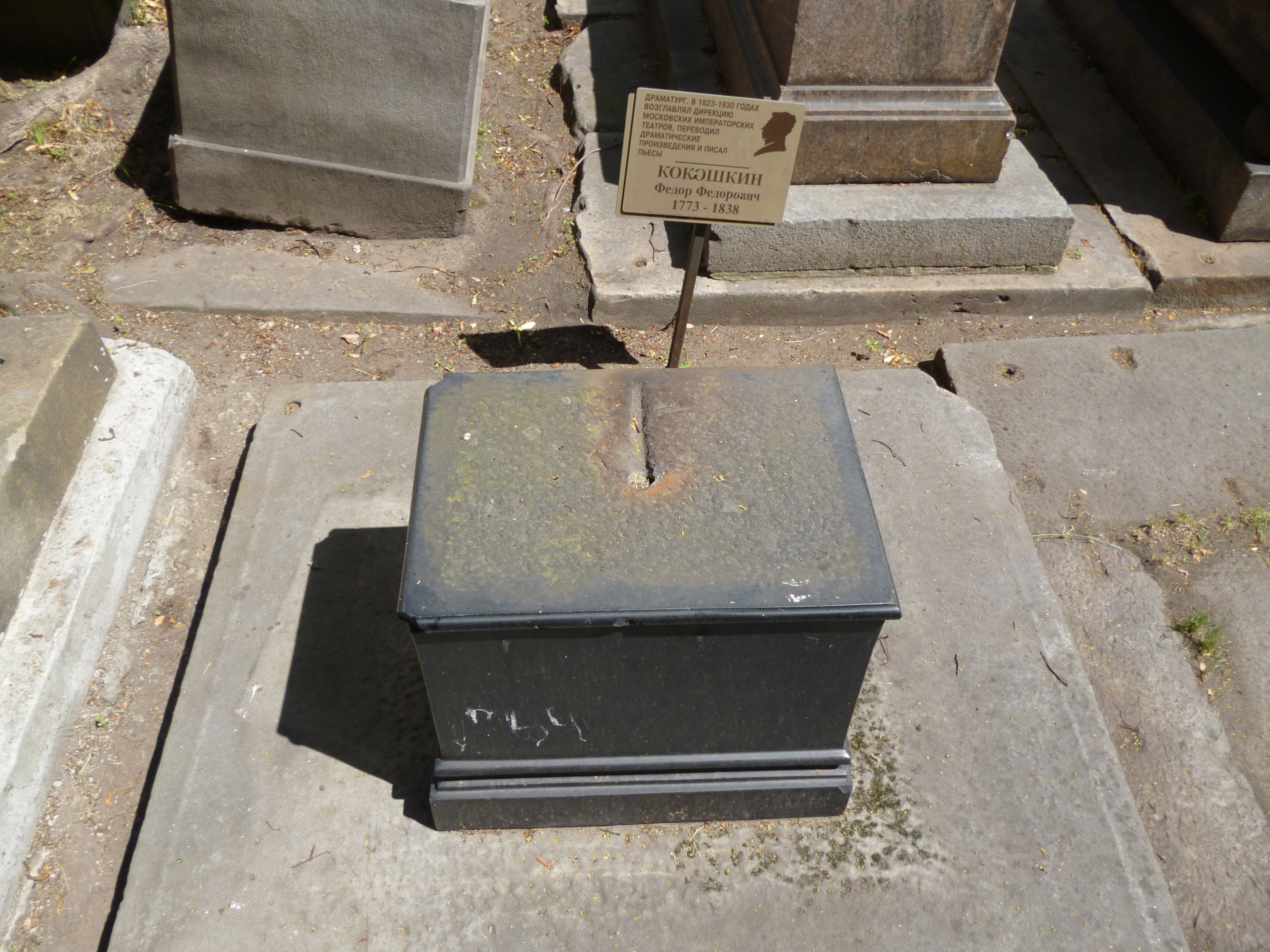
Могила Фёдора Кокошкина

Умер Фёдор Фёдорович Кокошкин 9 (21) сентября 1838 года. Похоронен в некрополе Донского монастыря.

## Семья
Кокошкин был дважды женат:
Первая супруга — Варвара Ивановна Архарова (1786—25.04.1811), дочь генерала И. П. Архарова. В августе 1805 года Я. Булгаков писал сыну: «Архарова дочь сговорена за Кокошкина, отставного майора, довольно зажиточного. Ей дядя дает проценты с 50 тыс. руб., то есть по 5 тыс. рублей на год в приданое». Умерла молодой, Батюшков написал стихотворение «На смерть супруги Ф. Ф. Кокошкина».
Их дочь:
- Мария. Высочайшим указом от 30 августа 1825, как внучка московского военного генерал-губернатора И. П. Архарова, пожалована во фрейлины Высочайшего Двора, к их императорским величествам, государыням императрицам. С 20 (30) января 1831 года вышла замуж за коллежского асессора, причисленного к штату Московской удельной конторы, впоследствии надворного советника, Николая Павловича Козлова (19.10.1801—04.07.1863) — брата А. П. Козлова.

В июле 1815 года Ф. Ф. Кокошкин был назначен поверенным тайного советника, сенатора Н. И. Баранова, назначенного душеприказчиком тестя – И. П. Архарова, по наследственному делу своих родственников, братьев Архаровых. Продавал их московские дома, вотчины в д. Шиково (92 крепостных душ муж. пола) Чернского уезда Тульской губернии, дер. Таратухино (62 крепостные души муж. пола) Бельского уезда Смоленской губернии, и другое имущество.
Вторая супруга (с 1834 года) — Анна Семеновна Потанчикова, актриса Малого театра . Их дети:
- Анна (1835— ?), была сосватана княгиней Е. Черкасской за титулярного советника Владимира Романовича Штрандмана (1825— ?), который получил судебное место в Симферополе. Венчались в Москве 15 апреля 1857 года в церкви Николая Чудотворца в Гнездниках[10].
- Фёдор (ум. 1874), находился под опекой князя В. А. Черкасского, который привел в порядок его дела (сельцо Бедрино под Москвой) и определил его на службу в Холмскую Русь, предварительно дав ему обучаться службе в Сибири при графе Муравьеве-Амурском. В Холму женился на тамошней уроженке Ольге Наумовне Нолле, но рано умер, оставив троих детей. Вдова его долго занимала место начальницы женской гимназии во Владимире. Их сын — Фёдор (1871—1918), политический деятель, один из основателей Конституционно-демократической партии, депутат Государственной думы I созыва (1906).

## Помещик
После Отечественной войны 1812 года жил, вместе с сестрой – девицей Аграфеной Фёдоровной Кокошкиной, в собственном, оцененном в 40000 руб. ассигнациями, 2-этажном, крытом железом, доме № 296, на Никитском бульваре, 4-го квартала Тверской части – близ Арбатских ворот, против церкви Бориса и Глеба (Никитский бульвар, д. 6 – не сохранился), где читал публичные лекции по литературе и поэзии, а также содержал литературно-театральный салон и сдавал квартиры в наём. C декабря 1825 по февраль 1828, по закладной, заложил этот дом девице, княжне Долгоруковой Прасковье Михайловне, дочери статского советника кн. Долгорукова Михаила Ивановича. В том же квартале Тверской части ему принадлежал и второй (угловой) дом № 363, на ул. Воздвиженке (не сохранился).
Выйдя в отставку, большую часть времени жил в своем подмосковном имении Бердино (Бедрино) Московского уезда, где владел заводами картофельно-крахмальным и по производству цветных глиняных изделий (посуды, изразцов, фаянса, кафеля и т. п.). Неоднократно участвовал в мануфактурных выставках, в т. ч. в первой и второй Нижегородских ярмарках, занимался торговлей и казёнными подрядами. Ф. Ф. Кокошкин был крупным московским, костромским, рязанским, тамбовским и тульским помещиком. Ему принадлежало имение в с. Федоровском, Сапожковского уезда, Рязанской губернии, в коем, по 7-й ревизии – 1815, состояло 117 ревизских душ муж. пола. По купчей, совершенной 1 (13) августа 1827 в Московской палате гражданского суда, он продал имение в с. Федоровском коллежской секретарше, кнг. Александре Петровне Волконской, за 90 000 руб. ассигнациями.
Женившись вторым браком, в том же – 1834, Ф. Ф. Кокошкин распродал большую часть своих рязанских, костромских, тамбовских и тульских имений: 21.03.1834 во 2-м департаменте Московской палаты гражданского суда совершена купчая, на проданное, действительного статского советника Ф. Ф. Кокошкина и родных его племянников: ген.-майора Сергея (с.-петербургский обер-полицмейстер) и статского советника Николая (дипломат) Александровых Кокошкиных, -  гвардии штабс-капитанше Варваре Павловой Викентьевой (родная племянница Ф. Ф. Кокошкина, дочь его брата – гвардии корнета Павла Федоровича Кокошкина, приходившаяся двоюродной сестрой С. А. и Н. А. Кокошкиным), недвижимое имение, состоящее в Костромской губ., Макарьевского у., что на Унже, в деревнях: Половчинове, Дешукове и Свиной Ноге, - из написанных в оных селениях, по 7-й ревизии – 1815, крестьян муж. пола 285 – 269 душ, с женами их и детьми, с землей и угодьями, равно и с пустошами, состоящими того ж уезда, принадлежащими к означенным селениям, именуемыми Шеина и Беляиха, в коих мера земли неизвестна, ассигнациями за 100 000 руб.; 25.05.1834 во 2-м департаменте Московской палаты гражданского суда совершена купчая, на проданное, действительного статского советника  Ф. Ф. Кокошкина и родных его племянников: ген.-майора Сергея и действительного статского советника Николая Александровых Кокошкиных, - статской советнице Анне Александровой Хомутовой, недвижимое имение, состоящее в Тульской губ., Алексинского у., в деревне Поковкиной - 31, Тульского у. в селе Банине из 65 – 60, и в деревне Кобелевой из 135 – 132, а всего писанных в оных селениях, по 7-й ревизии – 1815, крестьян муж. пола 223 души, с женами их, матерями, вдовами, дочерями, девками и с рожденными от них, после ревизии, обоего пола детьми, с землей, угодьями и с отхожими пустошами, состоящими в уездах Тульском, именуемыми: Ревякиной, Фариной (Харино тож), Кутеповой, Милахове, Зубиной, Барнаковской (Ванаковская тож), Писцовой, Поверстной Лес, Татариновой, Бобровой, Леонтьевской (Кобелево тож), Высокой (Хворино тож), и Гнилятиной, - и Алексинском: Баториной, Озерки и Кривцовой, - сколько ж в оных пустошах мерой земли неизвестно, ассигнациями за 128 000 руб.; 06.06.1834 во 2-м департаменте Московской палаты гражданского суда совершена купчая, на проданное, действительного статского советника Ф. Ф. Кокошкина и родных его племянников: ген.-майора Сергея и действительного статского советника Николая Александровых Кокошкиных, - надворному советнику и кавалеру Степану Иванову Шиловскому, недвижимое имение, состоящее в Рязанской губ., Ряжского у., в сельце Боголюбском, из написанных в оном, по 7-й ревизии – 1815, дворовых людей и крестьян муж. пола 362 – 361 душа, с женами их, вдовами, девками и с рожденными от них, после ревизии, обоего пола детьми, с землей и угодьями, так равно и состоящую в Тамбовской губ., Козловского у., при деревне Павловке землю, коей меры в сельце Боголюбском 1097 десятин 734 саж., в деревне Павловке 1997 десятин 1005 саж., и сверх сего земля, состоящая в Рязанской губ., Сапожковского у., в пустоши Витуше в Живых Урочищах, на межевом той пустоши плане, а именно: по реке Верде, между безымянного Верха и Мокрого оврага, - сенных покосов 50 десятин, ассигнациями за 260 000 руб.; 06.06.1834 во 2-м департаменте Московской палаты гражданского суда совершена купчая, от действительного статского советника Ф. Ф. Кокошкина, надворному советнику и кавалеру Степану Иванову Шиловскому, на недвижимое имение, состоящее в Рязанской губ., Ряжского у., в сельце Петровском, и писанных в оном, по 7-й ревизии – 1815, дворовых и крестьян ревизских муж. пола 50 душ, с женами их, вдовами, девками и с рожденными от них, после 7-й ревизии, обоего пола детьми, с землей и со всеми угодьями, ассигнациями за 40 000 руб.
В том же – 1834, Ф. Ф. Кокошин подарил от 1-го брака своей дочери – Марии, тульское имение: 04.05.1834 во 2-м департаменте Московской палаты гражданского суда совершена, от действительного статтского советника и кавалера Ф. Ф. Кокошкина, запись, на подаренную дочери своей родной, коллежской асессорше Марье Федоровне Козловой, пашенную и непашенную землю, состоящую в Тульской губ., Новосильского у., в отхожей пустоши, называемой Диким Полем, коей мерой всего 345 десятин 1310 кв. сажень, цену ж оной земле, по совести, объявил ассигнациями 10 380 руб.
По-видимому, со своей второй семьей Ф. Ф. Кокошкин жил уже в новом доме, но по соседству с прежним владением: 03.07.1833 во 2-м департаменте Московской палаты гражданского суда совершена купчая, от членов Комиссии, высочайше учрежденной по долгам и имению покойного действительного камергера Александра Сергеевича Власова, генерала от кавалерии и кавалера князя Дмитрия Владимировича Голицына, действительного статтского советника и кавалера Степана Петровича Жихарева, московского купца, коммерции советника Дмитрия Александровича Лухманова и московского купца Никиты Андреевича Вейера, действительному статскому советнику и кавалеру Ф. Ф. Кокошкину, на принадлежавшие г-ну Власову два дома и дворовое место, состоящие в Москве, Арбатской части, 3-го квартала, 1-й - под № 299-м, и 2-й – под 300-м, а дворовое место, лежащее против оных дворов, под № 265, ассигнациями за 48 500 руб., которые, по оценочной ведомости, значатся оцененными под №№ 299-м и 300-м в 86 000 руб., а под № 265-м в 6.000 руб., а всего вообще в 92 000 руб.
Часть из приобретенного Кокошкиным, за половину стоимости, недвижимого имущества А. С. Власова, была им вскоре продана: 29.09.1833 во 2-м департаменте Московской палаты гражданского суда совершена купчая, на проданный, от действительного статтского советника и кавалера Ф. Ф. Кокошкина, дочерям бригадира, князя Сергея Алексеевича Голицына, княжнам: Софье, Екатерине, Елизавете и Наталье Сергеевым Голицыным, -  деревянный дом, на каменном фундаменте, со всяким при нем жилым и нежилым строением, на белой земле, состоящий в Москве, Арбатской части, 3-го квартала, под № 300, ассигнациями за 13 275 руб., по оценочной же ведомости значатся два дома под № 299-м и 300-м вообще, оцененными в 86 000 руб., рапортом же Городская дума донесла, что дом под № 300 расценен в 11 300 руб.; 19.02.1834 во 2-м департаменте Московской палаты гражданского суда совершена купчая, на проданное, от действительного статского советника и кавалера Ф. Ф. Кокошкина, полковнице Марье Ильиной Сомовой, дворовую белую землю, с имеющимися на ней жилым и нежилым строением, состоящую в Москве, Арбатской части, 3-го квартала, под № 265, ассигнациями за 6 500 руб., рапортом же Городская дума донесла, что оная земля со строением оценена в 4 000 руб.
Таким образом, за Ф. Ф. Кокошкиным оставался дом под № 299, Арбатской части, 3-го квартала, и именно этот дом перешел, по наследству, к его второй супруге – Анне Семеновне.

## Духовное завещание
Из духовного завещания Ф. Ф. Кокошкина известно, что кроме законнорожденных детей от двух браков, в его семье воспитывались брат и сестра Фёдоровы, которым он завещал 90 000 руб. ассигнациями: 18.11.1838 во 2-м департаменте Московской палаты гражданского суда явлено духовное завещание, умершего действительного статского советника и кавалера Ф. Ф. Кокошкина и в подлинности оное утверждено законным, каковым завещанием он, Кокошкин, предоставил в полное владение жене своей Анне Семеновой Кокошкиной, благоприобретенные им дом с землей, находящийся в залоге Комиссии для строений в Москве, состоящий в Москве, Арбатской части, 3-го квартала, под № 299, Московской губернии и уезда сельцо Бедрино, со всей землей, заведениями и принадлежностями, сколько ж в оном меры земли неизвестно, равно движимое его имение и капитал по заемным письмам, с тем, чтобы она выдала дочери их – Анне Кокошкиной, при выходе её в замужество 60 000 руб. и воспитанникам их – Ольге 40 000 руб. и Сергею Фёдоровым 50 000 руб., - и титулярной советнице Елизавете Михайловне Покровской 5 000 руб., без выполнения чего завещанного ей имения не продавать и не закладывать, и не требовать ей из родового имения указной части; дворовые же люди и крестьяне, писанные, по 8-й ревизии – 1833, Московской губернии, Рузского уезда, в селе Старом, 43 муж. пола души, должны принадлежать детям его, завещателя, сыну Фёдору и дочерям, девице Анне и рожденной от 1-го брака, надворной советнице Марье Козловой; назначенной жене его указная часть, и вышеупомянутой же дочери его, Марье Козловой, предоставить в собственность фаянсовую посуду и изделия сего рода; по утверждении оного завещания, взыскано с акта 10 руб., да за лист гербовой бумаги, на каком должно быть писано завещание по цене, объявленной по совести, движимости на 17 000 руб., и капиталу по заемным письмам 11 000 руб., Московского у. сельцу Бедрину 33 315 руб.; 43 муж. пола душам Московской губернии, полагая  каждую дущу по табели в 500 руб., 21 500 руб. и дому Арбатской части 86 000 руб., всего по сумме 170 815 руб.(?), 400 руб., всего ассигнациями 410 руб., 24 ноября 1838 г.; о вводе во владение жену завещателя предоставленным имением предписано 2-му департаменту Московского уездного суда, причем велено ему взыскать пошлины завещанного воспитанникам завещателя капитала 90 000 руб. и титулярной советнице Покровской 5 000 руб., всего с 95 000 руб., 3 800 руб., с прочего же имения и капитала, как предоставленного детям завещателя ближайшим по прямой линии наследникам, таковых пошлин за силой 333-й  и 336-й ст. V т. Устава о пошлинах, не взыскано.
Кроме заложенного московского дома, имений в Рузском и Московском уездах, изделий своей фаянсовой фабрики и капитала по заемным письмам, Ф. Ф. Кокошкин оставался владельцем небольшого костромского имения, которое он завещал некоему титулярному советнику: 03.07.1839 во 2-м департаменте Московской палаты гражданского суда явлено духовное завещание, умершего действительного статского советника и кавалера Ф. Ф. Кокошкина, и в подлинности оное утверждено, каковым завещанием он, Кокошкин, избрал душеприказчиками, господ - коллежского асессора и кавалера Алексея Ильича Анитова и титулярного советника Алексея Ивановича Покровского, которым предоставил, по смерти его, недвижимое имение, Костромской губ., Юрьевецкого у., в деревнях Аксенковой и Больших Медведках, по 8-й ревизии – 1833 г., крестьян муж. пола 16 и дворовых 3, всего - 19 душ, с написанным по оной ревизии женским полом, с рожденными, после оной, обоего пола детьми, с землей и угодьями и с отхожими пустошами: Рукавишниковой, Климками, Котоками, Аксюхиной, Семятиной, Бараками и Сласниками, к сему имению принадлежащими, - продать повольной ценой, какую признают выгодной и весь вырученный за вышенаписанное имение денежный капитал, предоставить в пользу титулярного советника Николая Гаврилова Тимофеева, а в случае его смерти его наследникам; завещание писано на не гербовом листе, цена завещанному имению по совести объявлена 8 000 руб.; по утверждении завещания взыскано, согласно Св. гражд. Зак. V т. Уст. о пошл. 95-й, 101-й, 133-й, 347-й, и 396-й ст., с акта 10 руб. за лист гербовой бумаги, на каком должно быть писано завещание, по объявленной по совести имению цене 8 000 руб., 20 руб. и пошлин 320 руб. ассигнациями.
По-видимому, вдова Анна Семеновна Кокошкина выполнила условия завещания, и выделила своим воспитанникам указанные 90 000 руб., поскольку уже к 1840 начала распродавать по частям имение в селе Бедрино. Её дети унаследовали не только имение в селе Старом Рузского уезда, но и получили в дар, вскоре после смерти отца, дворовую землю в Москве: 20.12.1838 во 2-м департаменте Московской палаты гражданского суда, от московского мещанина Акима Иванова Рыкова, совершена дарственная запись, на проданную им, покойного действительного статского советника Ф. Ф. Кокошкина, малолетним детям его, находящимся под опекой у опекунов, родительницы их, действительной статской советницы Анны Семёновны Кокошкиной и коллежского секретаря Алексея Иванова Кокошкина, сыну Фёдору и дочери Анне Фёдоровым Кокошкиным, пустопорожнюю дворовую белую землю, состоящую в Москве, Пресненской части, 5-го квартала, под № бывшим 336, потом 435, а ныне 459-м, цена оной земли, по совести, объявлена ассигнациями 200 руб., оная земля значится без оценки. Запись писана на гербовом листе рублевой цены; пошлин с суммы взыскано 8 руб., с акта 10 руб. ассигнациями, того ж числа.

## Рекомендуемая литература
- Арапов П. Н. Летопись русского театра. — СПб., 1861;
- Дмитриев М. А. Мелочи из запаса моей памяти. — М., 1869.;
- Головин В. Воспоминания о Ф. Ф. Кокошкине // «Репертуар русского и Пантеон иностранных театров». — СПб., 1843. — Т. 3, кн. 1-8. — С. 105—113;